# Michiel Ahyi
Michiel Ahyi (* 28. Juli 1998 in Utrecht) ist ein niederländischer Volleyballspieler.

## Karriere
Ahyi begann seine Karriere bei Dynamo Apeldoorn. Anschließend spielte er beim Talentteam Papendal. In der Saison 2017/18 war der Diagonalangreifer bei Noliko Maaseik aktiv. Danach spielte er drei Jahre bei Caruur Volley Gent. 2020 wechselte er zu Knack Roeselare. Mit dem Verein gewann er in der Saison 2022/23 die belgische Meisterschaft. Danach wurde Ahyi vom deutschen Bundesligisten Helios Grizzlys Giesen verpflichtet.